# Малое Шуватово
Малое Шуватово — село в составе Валгусского сельского поселения Инзенского района Ульяновской области. 

## География
Находится в долине реки Сура на расстоянии примерно 32 километра на север по прямой от районного центра города Инза. 

## История
Основано во второй половине XVII в. 
Храм во имя Святителя и Чудотворца Николая построен в 1772 году, обновлен в 1854 г. господином  Рютчи. 
В  1883 г. в селе насчитывался 61 двор, проживало 184 мужчины и 204 женщины. 
В 1900 г. насчитывалось 65 дворов, проживало 212 мужчин и 205 женщин.
В 1913 году в селе было 86 дворов и 514 жителей, деревянная Никольская церковь (не сохранилась), винокуренный завод. 
В поздний советский период работало отделение колхоза «Сура».
С 1918 года в селе был создан сельсовет, который вошёл в состав Коржевской волости.

## Население
Население составляло 106 человека в 2002 году (русские 89%), 63 по переписи 2010 года.